# Theuma recta
Espèce
Theuma recta est une espèce d'araignées aranéomorphes de la famille des Prodidomidae.

## Distribution
Cette espèce est endémique de la region d'Oshikoto en Namibie,. Elle se rencontre vers Namutoni.

## Description
La femelle holotype mesure 7,4 mm.

## Systématique et taxinomie
Cette espèce a été décrite par Lawrence en 1927.

## Publication originale
- Lawrence, 1927 : « Contributions to a knowledge of the fauna of South-West Africa V. Arachnida. » Annals of the South African Museum, vol. 25, no 1, p. 1-75 (texte intégral).